# Mondialisering
Mondialisering, of vaak ook het anglicisme globalisering, is een voortdurend proces van wereldwijde economische, politieke en culturele integratie, met als centraal kenmerk een wereldwijde arbeidsdeling, waarbij productielijnen over de wereld worden gespreid die gedreven worden door de informatie- en communicatietechnologie en door internationale handel. Mondialisering wordt mogelijk gemaakt door ontwikkelingen op het gebied van vervoer en telecommunicatie. Ze kenmerkt zich verder door verregaande schaalvergroting, het ontstaan van een wereldwijd kapitalisme en de verspreiding van een consumentencultuur.
Met regionalisering heeft mondialisering internationalisering tot gevolg waarbij betrekkingen over steeds grotere afstanden worden aangegaan en zo over de landsgrenzen heen reiken. Dit heeft tot gevolg dat nationale overheden bij hun beleid gebonden zijn aan internationale afspraken en ontwikkelingen, en minder greep hebben op de nationale economie.

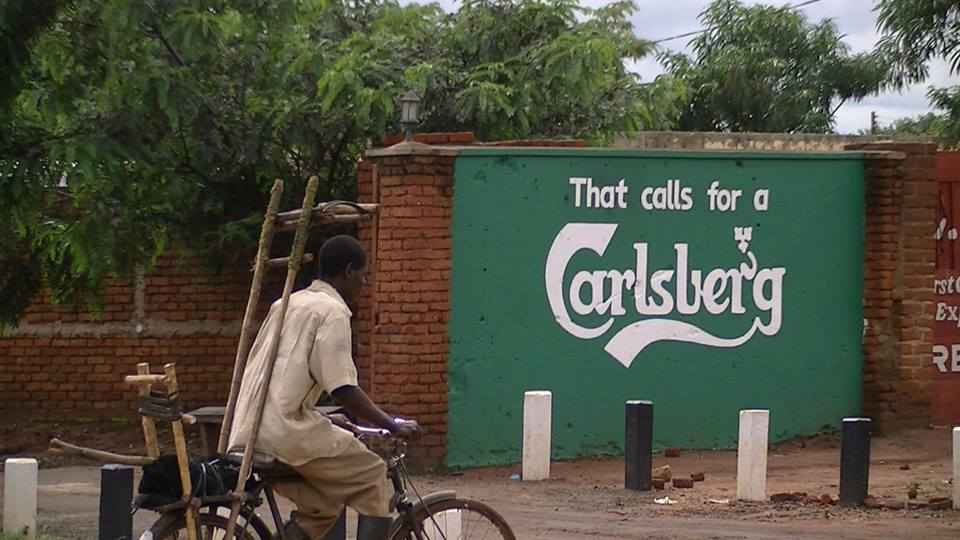
Voorbeeld van mondialisering in Malawi.

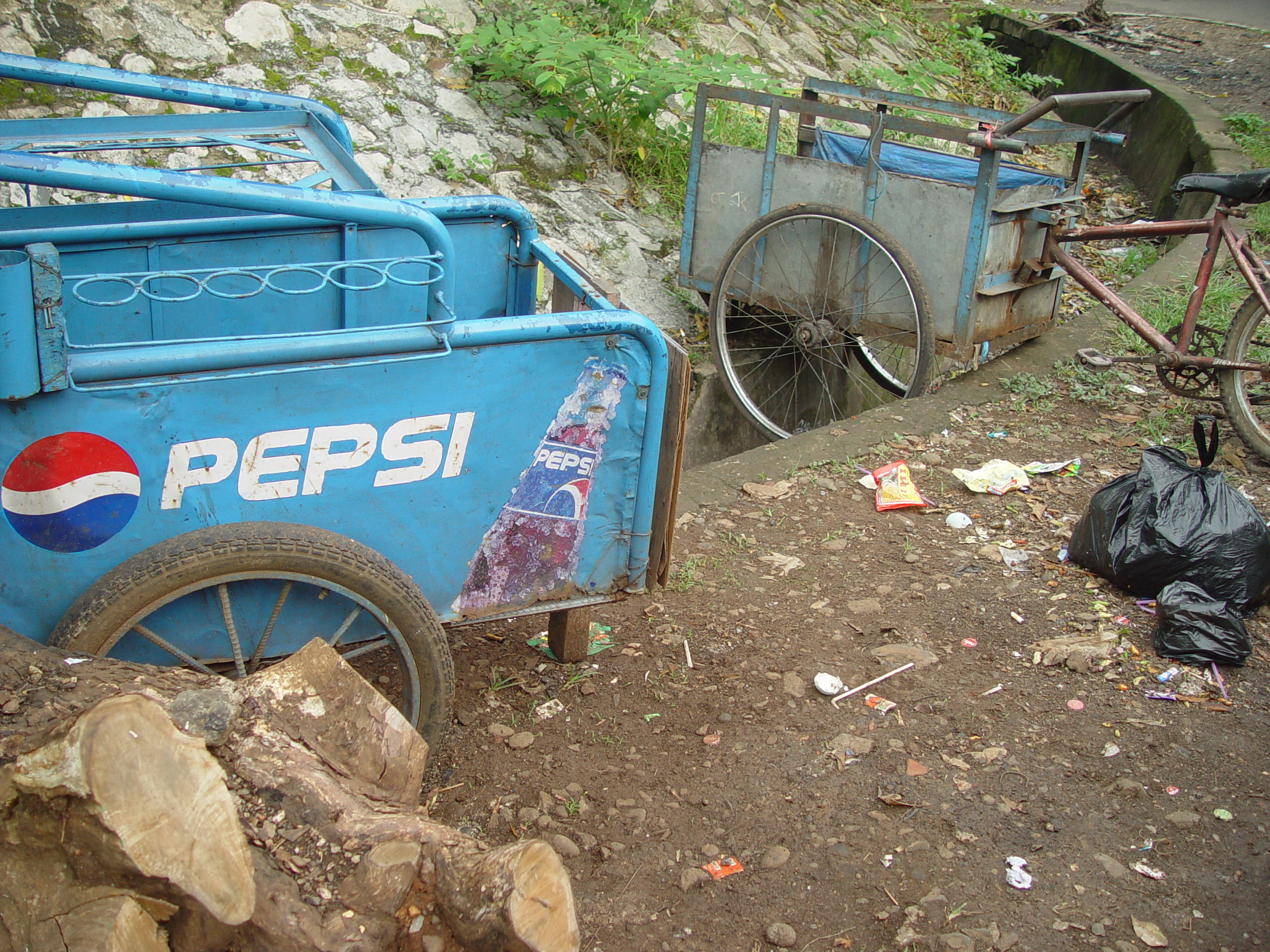
Het Amerikaanse Pepsi in Indonesië.

## Definitie van de term
De Engelse term globalization of globalisation (mondialisering) wordt vaak toegeschreven aan Theodore Levitt, die het begrip in 1983 hanteerde in het tijdschrift Harvard Business Review. Hij beschreef mondialisering als: "de veranderingen in sociale gedragspatronen en technologie die bedrijven in staat stellen om hetzelfde product over de hele wereld te verkopen". Volgens een artikel in de New York Times was de term globalization al ruim voor het artikel van Levitt in omloop, in ieder geval vanaf 1944. Onder economen was de term reeds in 1881 in gebruik Desondanks kan Levitt wel verantwoordelijk worden gehouden voor de verregaande popularisering van de term. Een andere veelgebruikte definitie is 'het proces waarbij de verwevenheid tussen gebieden en samenlevingen op aarde toeneemt'.
Mondialisering kan gezien worden als:
1. Een proces; het mondiaal dichter bij elkaar komen van verschillende maatschappijen, culturen en economieën.
2. Een tijdvak; de periode sinds het loslaten van de goudstandaard door Richard Nixon begin jaren zeventig.

Het tegendeel van mondialisering is demondialisering, een periode van afnemende integratie op wereldvlak. 

## Historiek

### Toenemende mondialisering (1990-2022)

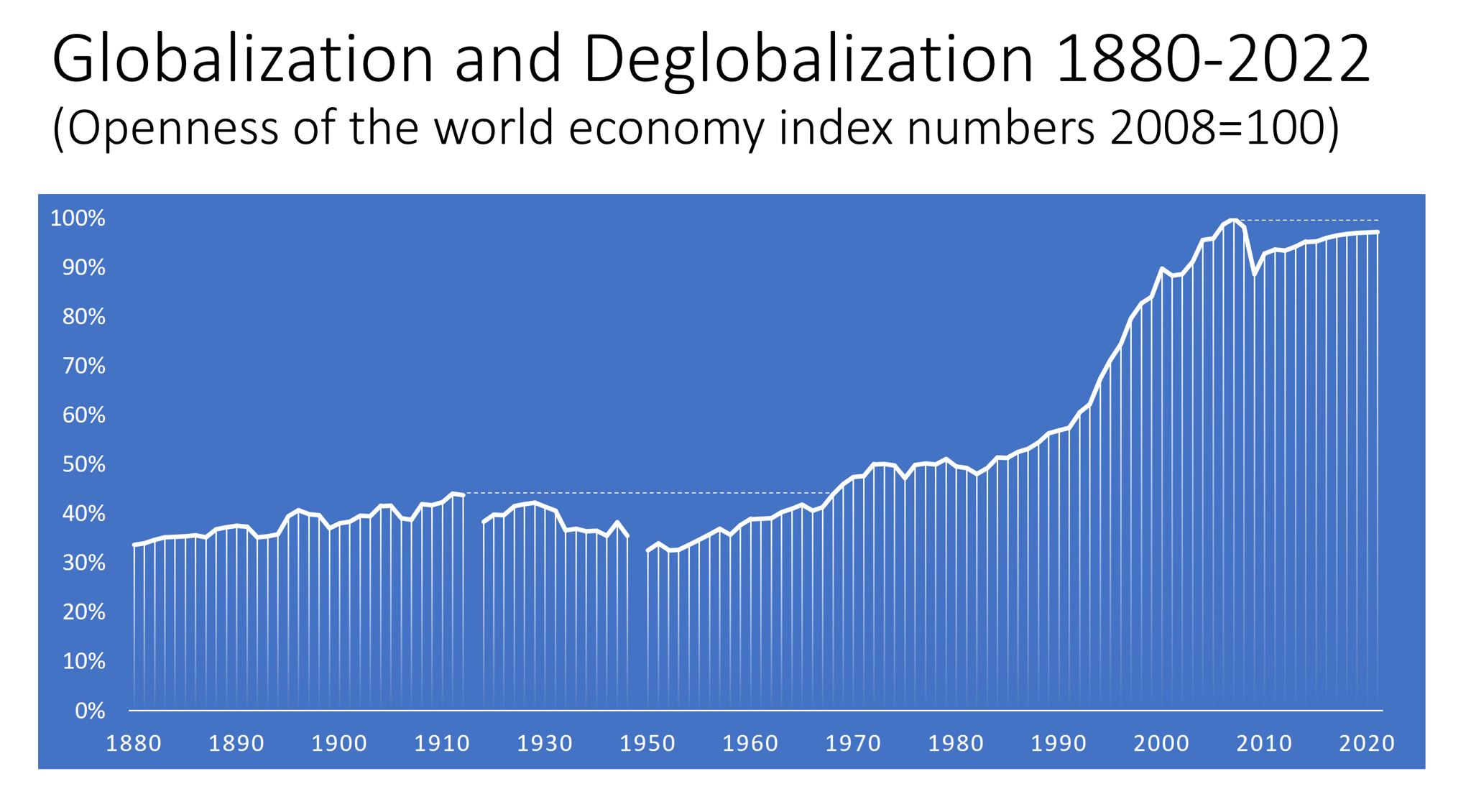
Mondialisering en demondialisering over de periode 1880-2020.

Aan het einde van de 20e eeuw, en vooral sedert het uiteenvallen van de Sovjet-Unie, vindt een toenemende mondialisering plaats. Soms wordt gesteld dat dit geen nieuw verschijnsel is, aangezien het volume van de wereldhandel aan het begin van de twintigste eeuw een hoogtepunt kende dat pas aan het eind van de eeuw opnieuw bereikt werd; hiertegen kan worden ingebracht dat de verspreiding van productielijnen een recente ontwikkeling is.

### Afnemende mondialisering (2022-heden)
Einde 2022 waarschuwde het IMF voor een mogelijke deglobalisering, die de wereldeconomie tot wel 7% kan doen krimpen. In april 2023 sprak ook ECB-voorzitter Christine Lagarde haar vrees uit voor een fragmentering van de wereldeconomie.
De internationale sancties tegen Rusland tijdens de Russisch-Oekraïense oorlog, opgestart sedert 2014 maar vooral toegepast na de invasie van 2022, vormden een van de keerpunten in een toenemende de-mondialisering. Een ander keerpunt waren de reeks invoerheffingen die president Trump aankondigde op 3 april 2025.   
Ook politieke leiders beaamden de gewijzigde wereldorde, onder meer president Poetin in 2023, en premier Keir Starmer (VK) in 2025.

## Aspecten en drijfveren van mondialisering
Arbeidskosten
Verplaatsing van de productie van (bepaalde onderdelen van) een product naar lagelonenlanden, ter vermindering van de arbeidskosten.

### Handel
Door mondialisering neemt de handel tussen alle landen in de wereld toe.
Ook heeft mondialisering gezorgd voor bevordering van de internationale arbeidsverdeling.

### Transport
Transport wordt steeds goedkoper en beter geïntegreerd. Zo is met de invoering van het containervervoer de wereldwijde transportsector ingrijpend veranderd. Ook het personenvervoer is veel meer geïntegreerd dan voorheen.

### Verspreiden van internationaal beleid en regels
Regels en beleid tussen landen worden zo op elkaar afgestemd dat het voeren van handel makkelijker wordt. Hierbij kan bijvoorbeeld worden gedacht aan het opheffen van (als belemmerend ervaren) barrières, zoals tarieven op invoer en andere constructies in de douanewetgeving. Landen met grote markten zetten in onderhandelingen andere landen of "economische gemeenschappen" onder druk om hun markten open te stellen voor producten die in dat grote land zijn gemaakt. Soms wordt hierop gereageerd met beschermingsmaatregelen zoals anti-dumpingrechten. Overigens bestaat ongeveer 50% van wat "wereldhandel" genoemd wordt uit transacties binnen multinationals. Wanneer bijvoorbeeld Philips onderdelen naar China laat verschepen, daar televisietoestellen van laat maken en daarna deze tv's terug laat sturen naar Nederland, dan wordt dit allemaal tot de wereldhandel gerekend, ofschoon al deze transacties van begin tot eind gepland zijn.

### Internationale financierings- en kapitaalstromen
Sommige landen presteren naar economische maatstaven beter dan andere. Net als in communicerende vaten, stroomt het geld in een gemondialiseerde economie steeds naar die plekken waar het geld het beste rendeert. Hierbij kan het gaan om bijvoorbeeld voor kapitaalbeheerders interessante investeringen in aandelen, of gunstige rentestanden in bepaalde landen en investeringen in bijvoorbeeld gebouwen in landen waar economische groei de trend is.

### Schaalvoordelen en voordelen in doelgebied voor multinationals
Als er meer van een bepaald product gemaakt wordt dan zullen de productiekosten van dat product lager zijn. Een bezem voor één euro in de winkel vinden, kan alleen als deze en masse gemaakt worden. Als een bedrijf het land waar deze geproduceerd worden een te kleine markt vindt, kan het besluiten andere afzetmarkten te zoeken.
De mogelijke voordelen in het doelgebied refereren aan het volgende: als men een product meer functies geeft (economisch of scope) of als men een product met andere producten laat samengaan, dan ontstaan er nieuwe markten. Er is een grote kans dat je meer producten zult verkopen. Denk bijvoorbeeld aan Douwe Egberts en Philips met Senseo, of Krups en Heineken met de Beer Tender, telefoons met camera en all-in-one printers/faxen/copiers. Dit soort economische voordelen kan onder meer bereikt worden door (strategische) allianties, bedrijfsovernames of acquisities en "organische groei".
Problematisch daarbij is dat risico's niet-lineair zijn. Zo heeft het faillissement van een kleine bank relatief weinig invloed, maar bij een bank die zo groot is dat deze als systeembank wordt beschouwd, bestaat de potentie om de rest van het financiële systeem en de reële economie ernstige schade te berokkenen.

### Comparatieve voordelen
Economen zeggen dat in een wereld zonder bovengenoemde zogeheten schaalvoordelen en waarbij een land alles goedkoper kan maken dan de rest van de wereld, het nog steeds voordelig is om de productie over de wereld te verdelen. Dit komt doordat ieder land een comparatief voordeel zou hebben in een bepaald goed.

### ICT-ontwikkelingen
Internet, telefoon, faxen en andere communicatiemiddelen zijn ontwikkelingen die de wereld "kleiner maken". Het zijn ook goedkope middelen geworden. Door middel van deze technieken is het heel eenvoudig geworden om fabrieken en bijvoorbeeld productiecijfers te volgen vanaf de andere kant van de wereld, nieuwe ideeën op te pikken en te delen op het internet, enzovoort.
Mondialisering bevordert daardoor de groei van de economie wereldwijd. Echter door onder andere het verschil in economische stand van verschillende landen komt het voor dat mondialisering leidt tot inefficiënt gebruik van grondstoffen (bijvoorbeeld een exorbitante hoeveelheid energie die nodig is om goederen die zijn geproduceerd in landen waar de lonen laag zijn, over de wereld te transporteren).

### Politiek
Mondialisering wordt ook in verband gebracht met het afslijten van de nationale grenzen doordat in grote gebieden van de wereld wetgeving en vrij verkeer van kapitaal, goederen en diensten op elkaar worden afgestemd. In het verlengde hiervan zien veel auteurs een afslijting van de soevereiniteit van natiestaten. Over de mate waarin dit gebeurt, de nieuwe aard van soevereiniteit en de waardering voor dit verschijnsel lopen de meningen uiteen.
Zeker is dat steeds meer soevereiniteit wordt overgedragen aan supranationale organisaties. Voorbeeld is de Europese Unie die haar lidstaten bindt aan verdragen. Ook landen die niet bij de EU horen, passen uit economische en handelsoverwegingen hun wetgeving aan de EU aan. Eenzelfde proces is gaande tussen verschillende landen in Noord- en Zuid-Amerika en in Azië.

### Toerisme
Globalisering heeft het toerisme een populaire wereldwijde vrijetijdsbesteding gemaakt. De Wereldgezondheidsorganisatie (WHO) schat dat op elk willekeurig moment tot 500.000 mensen in een vliegtuig zitten. In 2010 bereikte het internationale toerisme een omvang van 919 miljard dollar (US), een groei van 6,5% ten opzichte van 2009. In 2010 waren er meer dan 940 miljoen internationale aankomsten van toeristen over de hele wereld, wat neerkomt op een groei van 6,6% in vergelijking met 2009.

## Kritiek
Mondialisering wordt door critici, anti-globalisten of andersglobalisten, geassocieerd met neokolonialisme van het Westen. Volgens hen houden de vroegere westerse koloniale mogendheden nu met economische middelen de wereld in hun greep zoals vroeger met militaire middelen. 
Ook wordt het Westen verweten dat men aan cultuurimperialisme doet onder het mom van mondialisering: de wereld wordt steeds sneller omgevormd naar het westerse model. Overal draagt men dezelfde westerse kleding, kijkt men naar westerse media, eet men westers voedsel en onderwijst men (vaak kapitalistische of neoliberale) westerse waarden. Hierdoor verdwijnen ook in steeds sneller tempo meer traditionele maatschappijvormen, wat door veel anti- of andersglobalisten als een culturele verarming wordt gezien. Sommige pro-mondialisten vinden deze houding paternalistisch en stellen dat het de vrijwillige keuze van de bevolking in niet-Westerse landen moet zijn om Westerse cultuur wel of niet over te nemen. 
Een veel genoemd nadeel is ´shopping´, het kiezen voor een land waar de regels het gunstigst zijn. Verplaatsing van de productie naar een lagelonenland met weinig regels brengt het risico van uitbuiting, slechte arbeidsomstandigheden en kinderarbeid met zich mee. Voor het milieu, bijvoorbeeld transport over (veel) grotere afstanden kan mondialisering nadelig zijn. En in een ander land kunnen milieunormen minder streng zijn of gemakkelijker worden ontdoken; ook hier kan men shoppen naar het land met de meest flexibele of minst gehandhaalfde milieunormen. Ook kan geshopt worden naar het land met het gunstigste belastingstelsel en verdragennetwerk: ´tax-shopping´. Men spreekt ook wel van een ´race to the bottom´, het uit concurrentieoverwegingen verlagen van de normen door een jurisdictie. Jurisdicties als Luxemburg, Delaware, Britse Maagdeneilanden, Monaco, Panama, Liechtenstein, Gibraltar, Malta en anderen drijven economisch grotendeels op een financiele sector die is gebaat bij een gunstig belastingregime, vennootschapsrecht en verdragennetwerk. 
Een ander nadeel is het vergemakkelijken van wetsontduiking. Sekstoerisme, drugshandel en -toerisme, witwassen en het financieren van terrorisme worden vaak genoemd.  
In geopolitiek-opzicht is het vooral riskant voor de bevoorrading van producten voor eerste levensbehoeften zoals voeding en energie.

## Economische geografie
Een tak van wetenschap die zich bezighoudt met bestudering van al deze factoren en hun ruimtelijke spreiding is de Economische geografie.